# キロボ

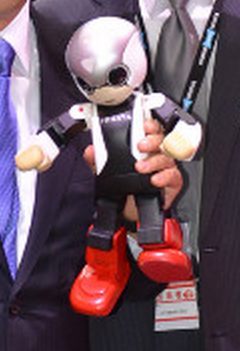
キロボ

キロボ(KIROBO)とは、東京大学先端科学技術研究センターとロボ・ガレージ（高橋智隆）、トヨタ自動車、電通が中心となって開発された、日本語で会話が可能な小型の人型ロボットである。

## 概要
2013年8月4日に、人類初のロボット宇宙飛行士としてH-IIBロケット4号機で打ち上げられたこうのとり4号機に積載されて国際宇宙ステーション (ISS) に運ばれ、ISS内で若田光一飛行士との会話を行う。
2013年8月10日にISSへ到着し、同年8月21日には日本実験棟「きぼう」で起動と発声に成功した。第1声はニール・アームストロングを真似て、「2013年8月21日、未来の希望へ、ロボットの第1歩です」（日本語）だった。同年12月6日には、若田飛行士と会話実験を行った。
実験終了後しばらく保管されていたが、2015年2月11日にドラゴン宇宙船の5号機(SpX-5)で回収され、地球に帰還した。
2015年3月27日付けで、「地上から一番高い場所で対話をしたロボット」（高度414.2km）と「初めて宇宙に行った寄り添いロボット」として、2つのギネス世界記録に認定された。「キロボ」という名前は、「ミラタ」とともに公募されて決まった。

## 諸元
以下は「ROBO GARAGE」内の紹介ページより。
- 大きさ：身長約34cm×全幅約18cm×奥行き約15cm
- 重量：約1,000g
- 発話言語：日本語

## 関連製品
- 「KIROBO mini」（キロボミニ）

トヨタの会話ロボット。座高10cm、体重183g。脚にはサーボは無く二足歩行はできないが、首や腕は動くようになっている。